# David Taylor (calciatore neozelandese)
David Taylor (...) è un ex calciatore neozelandese, di ruolo centrocampista.

## Carriera

### Nazionale
Con la maglia della Nazionale ha vinto la Coppa d'Oceania nel 1973.

## Palmarès
- Coppa d'Oceania: 1

Nuova Zelanda 1973